# Маркизано, Франческо
Франческо Маркизано (итал. Francesco Marchisano; 25 июня 1929, Раккониджи, королевство Италия — 27 июля 2014, Ватикан) — итальянский куриальный кардинал. Титулярный епископ Популоньи с 6 октября 1988 по 9 июля 1994. Титулярный архиепископ Популоньи с 9 июля 1994 по 21 октября 2003. Председатель Папской Комиссии по сохранению художественного и культурного наследия Церкви с 6 октября 1988 по 4 сентября 1991. Председатель Папской Комиссии по Священной археологии с 4 сентября 1991 по 28 августа 2004. Председатель Папской Комиссии по культурному наследию Церкви с 3 мая 1993 по 13 октября 2003. Председатель Постоянной Комиссии по охране исторических и художественных памятников Святого Престола с 8 марта 2003 по 3 июля 2009. Архипресвитер Ватиканской патриаршей базилики с 24 апреля 2002 по 31 октября 2006. Генеральный викарий государства-града Ватикан и председатель Фабрики Святого Петра с 24 апреля 2002 по 5 февраля 2005. Председатель Кадровой Службы Святого Престола с 5 февраля 2005 по 3 июля 2009. Кардинал-дьякон с титулярной диаконией Санта-Лючия-дель-Гонфалоне с 21 октября 2003 по 12 июня 2014. Кардинал-священник с титулом церкви pro hac vice Санта-Лючия-дель-Гонфалоне с 12 июня 2014.

## Образование и священство
Родился Франческо Маркизано 25 июня 1929 году, в Турине. Образование получил в семинариях Турина: гимназия, Джавено (1940—1945 годы); философия, Кьери (1945—1948 годы); богословие, Турин (1948—1949 годы) и Риволи Торинезе (1949—1952 годы). Папская Ломбардская семинария, в Риме (1952—1956 годы). Папский Библейский институт, Рим (лиценциат в Священном Писании, 1954 год). Папский Григорианский университет, Рим (докторантура в богословии; диссертация: L’interpretazione di «kekaritomene» Lc. 1,28 fino alla met` del secolo XII, 1957 год).
Франческо Маркизано был рукоположён в священника, в Турине, 29 июня 1952 года, кардиналом Маурилио Фоссати — архиепископом Турина.
Период обучения в Риме, где он должен был стать профессором в семинарии Риволи, намеревался быть временным, но превратился в постоянный, когда ему предложил его первое куриальное назначение кардинал Джузеппе Пиццардо. Кардинал Джузеппе Пиццардо назвал его членом Священной Конгрегации семинарий и университетов, назначив его aiutante di studio по секциям «Семинарий» в 1956 году. Ему были поручены сначала отношения с европейскими странами и позднее с латиноамериканскими; позднее с германоязычными и англоязычными народами, позади железного занавеса и церковными колледжами Рима.
Тайный камергер с 4 мая 1961 года. Назван главой Службы Семинарий 7 мая 1968 года. Заместитель секретаря Священной Конгрегации семинарий и университетов с 3 июня 1969 года по 6 октября 1988 года. Почётный прелат Его Святейшества с 29 февраля 1971 года.
В 1971 году он посетил многочисленные народы, побуждая к формированию кандидатов в духовенство и католической инструкции. Преподавал катехизис глухим и немым детям в Риме в течение тридцати лет.

## Епископ и куриальный сановник
6 октября 1988 года избран титулярным епископом Популоньи и назначен секретарём Папской Комиссии по сохранению художественного и культурного наследия Церкви. Хиротонисан во епископа, 6 января 1989 года, в Ватикане, папой римским Иоанном Павлом II, которому помогали Эдвард Идрис Кассиди — титулярный архиепископ Аманции, заместитель Государственного секретаря Святого Престола по общим делам и Хосе Томас Санчес, бывший архиепископ Новой Сеговии, секретарь Конгрегации Евангелизации народов. Председатель фонда Иоанна XXIII с 20 октября 1988 года.
Председатель Папской Комиссии по Священной археологии с 4 сентября 1991 года. Назначен председателем Папской Комиссии по культурному наследию Церкви с 3 мая 1993 года; комиссия была учреждена 25 марта 1993 года.
Возведен в архиепископы 9 июля 1994 года. Председатель художественно-культурной Комиссии Великого Юбилея 2000 года с 17 марта 1995 года. Назван архипресвитером патриаршей ватиканской базилики, генеральным викарием Ватикана и председатель Фабрики Святого Петра с 24 апреля 2002 года. Председатель Постоянной Комиссии по охране исторических и художественных памятников Святого Престола с 8 марта 2003 года. Оставил пост председателя Папской Комиссии по культурному наследию Церкви 13 октября 2003 года.

## Кардинал
В 2002 году он был назван архипресвитером патриаршей Ватиканской базилики, генеральным викарием Ватикана и председателем Фабрики Святого Петра, наследуя кардиналу Вирджилио Ноэ. Этот пост является сохраненным для кардинала, архиепископ Маркизано был должным образом возведён в кардиналы на следующей консистории от 21 октября 2003 года, став кардиналом-дьяконом Санта-Лючия-дель-Гонфалоне' . Несколькими месяцами после этого, дополнительно, он был назначен председателем Постоянной Комиссии по охране исторических и художественных памятников Святого Престола.
Он пропустил нормальный возраст отставки, в 75 лет, для куриальных постов в 2004 году, хотя отставка часто отклонялась (кардинал Ноэ оставался на службе после своего 80-летия). После смерти кардинала Яна Питера Схотте, кардинал Маркизано был назван 5 февраля 2005 года, наследуя ему, председателем Кадровой службы Святого Престола, сохраняя свои другие посты. Однако, архиепископ Анджело Комастри был назначен на необычный пост коадъютора архипресвитера базилики Святого Петра. Он стал также возможным преемником кардинала Маркизано на других постах в Ватикане.
Кардинал Маркизано был одним из кардиналов-выборщиков, которые участвовали в Папском конклаве 2005 года, который избрал папу римского Бенедикта XVI. На заупокойной мессе по папе римскому Иоанну Павлу II служащей на следующий день после того, как его похоронили, кардинал Маркизано показал, что он вылечился болезни горла после того, как последний римский папа молился и прикоснулся к нему.
31 октября 2006 года папа римский Бенедикт XVI назвал архиепископа Анджело Комастри архипресвитером собора Святого Петра, наследуя кардиналу Маркизано.
25 июня 2009 года кардиналу Маркизано исполнилось 80-лет и он потерял право участвовать в Конклавах. 3 июля 2009 года папа римский Бенедикт XVI принял отставку кардинала Маркизано, с поста председателя Кадровой службы Святого Престола и назначил на его место Джорджо Корбеллини.
12 июня 2014 года возведён в кардиналы-священники с титулом церкви pro hac vice Санта-Лючия-дель-Гонфалоне.
27 июля 2014 года утром скончался в Ватикане.